# Rolfilm

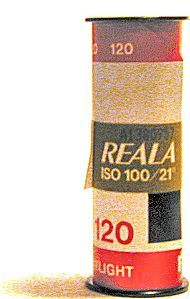
Een rol film van type 120

De benaming rolfilm wordt meestal gebruikt voor het meest gangbare formaat foto- en diamateriaal voor de zogenaamde middenformaatcamera's met een breedte van meestal 6 cm.
De film is meestal op een strook papier geplakt. Op de buitenkant van de rol zijn cijfers gedrukt die zichtbaar zijn door een glaasje in de achterwand van de camera. Hierdoor kan de fotograaf zien hoe ver hij of zij de film moet doordraaien.
Het type 120 is geschikt voor 12 opnamen van 6×6 cm en 16 opnamen van 4,5×6 cm. Ook andere opnameformaten zoals 6×7, 6×9 en 6×17 (panorama) kunnen op dit materiaal gemaakt worden. Er is ook een 220-variant waarvan het schutblad in het midden ontbreekt, hierdoor gaan er ongeveer twee keer zoveel opnamen op, deze film is echter niet in alle rolfilmcamera's te gebruiken.
Ander voorkomend formaat film was de 616  (70mm) die in veel klapcamera's werd gebruikt met wat aanpassing kan men er 120 f(62mm) film in gebruiken.
Een minder gangbaar formaat is type 127 van 4 cm breed. Oude klapcamera's (bijvoorbeeld Ernemann) gebruiken rolfilm van bijna 9 cm breedte voor negatiefformaat 8×11 cm.
Andere filmformaten, zoals kleinbeeld, APS, Instamatic (type 126) en Pocket-instamatic (type 110) worden ook opgerold geleverd, doch zonder papierstrook. Deze worden meestal niet als 'rolfilm' aangeduid, maar in de volksmond wel als 'rolletje'.

## Geschiedenis
Kodak verkocht camera's die bij aankoop reeds voorzien was van een rolfilm voor honderd foto's. Was de film volgeschoten, dan werd de camera naar Kodak gestuurd, waarna de gebruiker hem terugkreeg met een nieuwe rolfilm en natuurlijk de ontwikkelde foto's.
Later werden rolfilms los verkocht en kon de gebruiker ze zelf in de camera zetten.
Voor de komst van de rolfilm was fotografie door gebruik van glasplaten als gevoelig materiaal een kostbare en vaak ook omslachtige aangelegenheid.